# Funktionsanalys (musik)
Funktionsanalys är i harmoniläran en typ av harmonisk analys. Analysen bygger på funktionsläran, där harmoniken beskrivs som funktioner i en tonart, och kan därmed analyseras oberoende av specifika tonarter. Detta innebär att varje ackord i sitt musikaliska sammanhang anses ha en av tre roller (eller funktioner) i det harmoniska förloppet, dessa tre funktioner kallas tonika, subdominant och dominant. Tonikan är den treklang som kan staplas från tonartens grundton (till exempel ackordet C i tonarten C-dur), den är det ackord som bär på minst spänning och som ackordprogressionerna i ett musikstycke tenderar att röra sig mot. Subdominanten och dominanten (treklangerna på skalans fjärde respektive femte ton, ackorden F och G i tonarten C-dur) förhåller sig till tonikan på olika vis, där den främsta skillnaden är att dominanten anses ha en starkare tendens att leda till tonikan. Andra tonartsegna ackord än de på skalans första, fjärde och femte steg ses som ställföreträdare för någon av de tre huvudtreklangerna tonika, subdominant och dominant, då de anses ha samma harmoniska funktion. Funktionsanalysen är utvecklad för musik i dur/moll-tonalitet, det vill säga västerländsk konstmusik mellan ca 1700 och 1900 samt visharmonik, och beskriver de harmoniska relationerna i sådan musik. Den används mestadels i europeisk musikteori, i övriga världen och inom jazzmusik används ofta den snarlika steganalysen. Funktionsanalysen betecknas med så kallade funktionsbokstäver, symboler och siffror enligt en viss syntax.

## Historik
Funktionsläran eller funktionsteorin och därmed även funktionsanalysen som system, utvecklades av den tyske musikteoretikern Hugo Riemann under 1870- och 80-talen. Riemann publicerade sina teorier i någorlunda slutgiltig form i Vereinfachte Harmonielehre 1893. Riemann byggde mycket av sina teorier på den franske musikteoretikern Jean-Philippe Rameaus verk. Rameau visade i sina skrifter på skillnaden mellan ett ackords baston och dess grundton ("basse fondamentale"), en skillnad som inte framgår i exempelvis generalbasen, och lade på så sätt grunden för mycket av den senare harmoniläran. Han var också den förste som beskrev det dur/moll-tonala systemet som kretsande kring ett harmoniskt centrum – tonikan – som tillsammans med subdominant och dominant utgör tonartens huvudtreklanger. En annan viktig grund för Riemanns teorier var steganalysen som utvecklades tidigare under 1800-talet av framför allt Gottfried Weber.
Riemanns teorier vann mark under 1800-talets slut och 1900-talets början, framför allt i Tyskland men även i Sverige och andra länder som stod under tyskt kulturellt inflytande. Flera musikteoretiker har vidareutvecklat Riemanns ursprungliga system, däribland Sigfrid Karg-Elert, Hermann Erpf, Hermann Grabner, Willhelm Maler och Dieter de la Motte. I Sverige har Valdemar Söderholm haft stort inflytande på hur funktionsanalys lärs ut. Vissa delar av Riemanns teorier har varit mer omstridda än andra. Riemann ville exempelvis härleda molltreklangen från dess kvint via en nedåtgående deltonserie vilket har kritiserats på bland annat fysikaliska grunder (se underton).

## Form
Funktionsanalys skrivs oftast under notraden. Längst till vänster, under tonartssignaturen, skrivs själva tonarten ut med vanliga bokstäver (till exempel "ess-moll", "C-dur"), följt av ett kolon och funktionsbeteckningarna för varje ackord. Molltonarter skrivs i de flesta fall med gemener och durtonarter med versaler. Tonarten och dur- eller mollbeteckningen förenas med ett bindestreck.
I analysen betraktas ackord som funktioner av den givna tonarten. För varje nytt ackord kan en funktionsbeteckning skrivas ut under ackordet. Beroende på sammanhang utesluts dock ofta exempelvis rytmiskt obetonade ackord ur analysen. I rytmiskt komplexa satser tolkas harmoniken utifrån ackordrytmen.
För att beskriva funktioner används staplingar av intervall utifrån en grundton. I grundform form består alla funktioner av treklanger, som utgörs av grundtonen samt dess ters och kvint. Kvinten kan omvändas till en kvart och tersen till en sext, vilket ger namnet till funktionens omvändningar: sext- och kvartsextackord.

## Funktioner

### Grundfunktionerna
De grundläggande funktionerna kallas tonika, dominant och subdominant. 
Tonikan är en treklang staplad från det första skalsteget (tonarten), det vill säga en tonika i tonarten gess-dur kommer att vara ett gess-dur ackord. Dominanten ligger en kvint ovanför tonikan, och kan därför upplösas genom att bastonen faller en kvint till tonikans grundton. Detta kallas för dominantisk riktning. Motsatsen till dominanten är subdominanten, som ligger en kvint under tonikan (jfr. sub, "undre dominanten"). Upplösning där basen stiger en kvint kallas för subdominantisk riktning. Subdominantisk riktning anses svagare än dominantisk riktning. (Se även kvintcirkeln.)
| Funktion    | Beteckning | ex. C-dur |
| tonika      | T          | C-dur     |
| dominant    | D          | G-dur     |
| subdominant | S          | F-dur     |

Förflyttningar mellan dessa ackord utgör i funktionsläran grunden för all tonal musik. I regel kan en ackordföljd indelas i ett antal upplösningar i dominantisk eller subdominantisk riktning. Ett slutfall med upplösning D-T kallas för helkadens, och omvända upplösningen T-D halvkadens. Slutfallet S-T utgör en plagal kadens, och slutfallet som inkluderar alla funktionerna, S-D-T för fullständig helkadens.

### Grundfunktionerna i moll
I molltonarter gäller samma förhållande mellan grundfunktionerna. Mollfunktioner skrivs med gemener. Ett undantag är dock dominanten, som vanligen är i dur även i en molltonart. Den skrivs i dessa fall med stor bokstav.
Ofta ersätts ett ackord i en durtonart med ett motsvarande i moll eller vice versa. Dessa ackord kallas för variantackord. Variantackord har samma grundton och kvint men olika ters (ex. C-dur, c-moll).
Den så kallade Söderholms-skolan använder inte gemener, utan betecknar mollfunktioner med cirkel (D°) och durfunktioner med plustecken (D+). Dessa beteckningar används i regel bara på variantackord (se nedan) och på durdominanten i moll.
| Funktion      | Beteckning | ex. a-moll |
| tonika        | t          | a-moll     |
| dominant      | d          | e-moll     |
| (dur)dominant | D          | E-dur      |
| subdominant   | s          | d-moll     |

### Parallellackord
Förhållandet mellan dur- och mollskalorna gör att varje durtonart motsvaras av en molltonart med exakt samma toner i skalan (och följaktligen samma tonartssignatur), så kallade parallelltonarter. Om samma förhållande tillämpas på de tre grundfunktionerna, skapas ackord som ligger en liten ters under tonikan, dominanten och subdominanten i dur. Dessa kallas för tonikaparallell, dominantparallell osv. Parallellackordet till en durfunktion är alltid ett mollackord och vice versa.
Som innan skrivs durackordet (grundfunktionen) med versal och mollackordet (p) med gemen.
| Funktion | Parallell | Namn                 |
| T        | Tp        | tonikaparallell      |
| D        | Dp        | dominantparallell    |
| S        | Sp        | subdominantparallell |

I moll blir parallellfunktionerna omvända, och hittas en liten ters över grundfunktionen. Det parallella durackordet skrivs med stort P.
| Funktion | Parallell | Ex. a-moll |
| t        | tP        | C-dur      |
| d        | dP        | G-dur      |
| s        | sP        | F-dur      |

I både dur och moll delar parallellackorden två gemensamma toner: i dur grundtonen och tersen och i moll tersen och kvinten. Observera skillnaden på ett parallellackord och ett variantackord.

### Kontraparalleller
Kontraparalleller (i engelskspråkigt vokabulär medianter) delar liksom parallellackorden två toner med varandra, men i motsatt riktning. Ett durackords parallellackord ligger en liten ters ner och dess kontraparallell en stor ters upp. För mollackord råder det omvända förhållandet. Det är därför viktigt att skilja på dur- och mollfunktioner när man talar om paralleller och kontraparalleller. 
| Dur | Dur    | Moll | Moll   |
| --- | ------ | ---- | ------ |
| Tp  | L3 ner | tP   | L3 upp |
| Tk  | S3 upp | tK   | S3 ner |

I molltonarter används tonikans kontraparallell (tK) framför allt som ersättning för tonikan i så kallade bedrägliga kadenser på samma vis som tonikans mollparallell (Tp) ersätter tonikan i en durtonart. Ett exempel: Ackordföljden am – dm – E7 –F kan analyseras som en bedräglig kadens i tonarten a-moll. Kadensen är bedräglig på så vis att där lyssnaren förväntar sig ett am-ackord efter E7 kommer i stället ett F. Med funktionsanalys kan harmoniken analyseras som:
| Ackordanalys    | am | dm | E7 | F  |
| Funktionsanalys | t  | s  | D7 | tK |
| --------------- | -- | -- | -- | -- |

Ackordet F hade också kunnat analyseras som subdominantens durparallell (sP) men genom att kalla ackordet för (moll-)tonikans kontraparallell (tK) antyder analysen att ackordet F har ersatt tonikan am i kadensen. I durtonarter är det inte ovanligt att tonikans kontraparallell (Tk) leder till tonikans mollparallell (Tp), ofta som en del av en kvintgång. 
I Riemanns funktionslära kallas kontraparalleller för ledtonsväxlingsklang, detta begrepp bär inte på någon större skillnad i innebörd och förekommer fortfarande i vissa funktionsanalytiska system. Ledtonsväxlingsklang noteras som funktionen (till exempel T) överstruken av en vinkelparentes (< eller >). Den första vinkelparentesen (<) visar förändring från ett durackord till ett mollackord, så att T överstruken med < betecknar samma ackord som Tk (tonikans kontraparallell). Omvänt betecknar den andra vinkelparentesen (>) förändring från ett mollackord till ett durackord, så att t (tonika i molltonart) överstruken med > betecknar samma ackord som tK. I andra varianter av funktionsanalys händer det att kontraparallellen endast kallas växelklang, och att exempelvis tonikans växelklang skrivs Tv, vilket inte bör förväxlas med variantackord för vilka samma notation (v) ibland används.

### Dominantens dominant
Från det andra steget i en durskala kan det staplas ett durackord som är dominantiskt till dominanten. Det kan sägas att det skapar en dubbel dominantverkan till tonikan. Detta ackord betecknas med DD för dominantens dominant men kallas även växeldominant. Detta ackord är vanligt i längre kadenser eller progressioner till dominantens tonart. Dominantens dominant är ett specialfall av en mellandominant (se nedan).
| Funktion | ex. C-dur |
| DD       | D-dur     |

## Färgningar
Toner som inte ingår i grundfunktionernas treklanger kallas för färgningar. Dessa skrivs med en siffra precis till höger om funktionsbokstaven, vilken anger intervallet från funktionens grundton. De vanligaste färgningarna är 7, 9, 6 och 4; vilket fyller ut de återstående tonerna i den diatoniska skalan. Förekommer flera färgningar samtidigt skrivs de under varandra i fallande ordning. Melodiska rörelser mellan olika ackordtoner skrivs ofta med bindestreck efter varandra. Många etablerade upplösningar innefattar linjär rörelse, till exempel 4-3, 6>-5 och 8-7.

### Alterering
Till skillnad från i ackordanalysen följer färgningarnas intervall tonarten – färgningarna är, om inget annat anges, skalegna toner. Detta innebär att intervallet från ackordets grundton kan vara stort eller litet beroende på vilket skalsteg i tonartens skala som är ackordets grundton och om tonarten är en moll- eller durtonart. Av denna anledning är T7-ackordet i en durtonart färgat med en stor septima (i C-dur tonen b, sjunde skalsteget i C-durs skala) medan D7-ackordet i samma tonart är färgat med en liten septima (i C-dur tonen f, fjärde skalsteget i C-durs skala, sju skalsteg från dominantackordets grundton g). Används andra intervalltyper kan färgningarna altereras ett halvtonssteg upp eller ner, vilket skrivs med vinkelparenteser efter siffran.
| 6< | en halvton upp |
| 6> | en halvton ner |

## Baston
Om ackordet har en annan ton i basen än ackordets grundton så skrivs basens tonplacering under funktionen. Liksom vid färgningar följer siffersystemet tonarten, tonerna kan altereras med symbolerna < samt >. Melodiska rörelser i basstämman skrivs med bindestreck mellan bastonerna. Se även orgelpunkt
| T 3 | C/E(Tersbas) | Tp 5 | Am/E(kvintbas) |
| D 3 | G/B          | Tk 5 | Em/B           |

## Ofullständiga funktioner

### Ofullständigt dominantseptimackord
Ackordet på sjunde tonplats i durskalan (i C-dur Hm♭5  (Bm♭5)) ses sällan som ett eget ackord men istället som en ofullständig Dominantseptima med tersen i basen (I C-dur ett G7 utan grundton med tersen i basen). Skrivs som en D7 men med ett streck över D:et – strecket innebär att ackordet saknar grundton – och en trea under till för att visa att tersen är i basen. Ett D där varken baston (tersen eller septiman) eller färgning (med septiman) har angetts tolkas som en ett ofullkomligt dominantseptimackord med kvinten i basen, detta på grund av att det är denna omvändning av ackordet som är den vanligaste. När ackordet är i kvintläge behöver alltså varken bastonen eller septimfärgningen skrivas ut. I tabellen visas notationen för det ofullkomliga dominantseptimackordets olika omvändningar.
| Baston  | Beteckning |
| ------- | ---------- |
| Ters    | D/ 7 3     |
| Kvint   | D/         |
| Septima | D/ 7       |

### Dimackord med dominantisk funktion
Det ofullständiga dominantseptimackordet utgör även grunden för funktionsanalysens tolkning av dim- eller dim7-ackord då dessa uppträder med dominantisk funktion. Dimackordet är en fyrklang som består av tre små terser, medan det ofullständiga dominantseptimackordet är en treklang som består av två små terser. Dimackordet ses i dessa fall som ett ofullkomligt dominantseptimackord utökat med ytterligare en liten ters; det vill säga ett dominantackord med utesluten grundton, färgat med septima och lågaltererad nona. Oftast har dimackord med dominantfunktion tersen i basen men andra varianter förekommer. Den här typen av dimackord ersätter i durtonarter oftast mellandominanter eller (mer sällan) dominantens dominant. I molltonarter är den lågaltererade nonan tonartsegen för både dominanten och växeldominanten som därför oftare uppträder som dimackord.

## Mellandominanter
En mellandominant är ett dominantackord som inte hör hemma i den ordinarie tonarten. Mellandominanten ses alltid i relation till ett annat ackord som är dess tonika (kallad bitonika). Om man exempelvis skulle analysera ackordföljden A – dm – G – C i tonarten C-dur kan ackordet A analyseras som en mellandominant. C#:et i A-ackordet är en tonartsfrämmande ton. Altereringen görs för att skapa en ny dominant, vilket i det här fallet skulle vara dominanten i tonarten d-moll, för att förstärka rörelsen mot nästa ackord. Detta innebär att vi tillfälligtvis har lämnat C-dur och gått in i d-moll, om bara för ett ögonblick.
I en funktionsanalys skrivs mellandominanten:
| (D) |

Om inget annat anges är mellandominantens tonika (bitonikan) nästkommande ackord. Exemplet ovan kan alltså skrivas enligt följande:
| Ackordanalys    | A   | Dm | G | C |
| Funktionsanalys | (D) | Sp | D | T |
| --------------- | --- | -- | - | - |

Det förekommer dock att bitonikan inte följer direkt efter sin mellandominant som i ackordföljden am – E7 – F – G7 – C. Här kan ackordet E7 analyseras som dominanten till am, detta noteras med pilar i analysen (se även illustration) eller med bitonikans funktion inom hakparentes. Då en bitonika föregås av både en mellandominant och ett ackord som är subdominantiskt i förhållande till bitonikan sätts både (mellan-)subdominanten och mellandominanten inom parentes (och noteras i bitonikans tonart – som S och D), detta kallas för en mellankadens (se vidare under utvikning nedan).
En kvintgång består oftast av ett flertal mellandominanter i följd och eftersom dominanten alltid leder vidare skapas då en konstant rörelse i musiken.

## Kvartsextackord och dominantkvartsextackord
Kvartsextackord är benämningen på treklangens andra omvändning, det vill säga med kvinten i basen. Namnet kommer från att ackordet har en kvart upp från bastonen (kvinten) till grundtonen och en sext upp från bastonen till tersen. Hur kvartsextackorden analyseras i funktionsanalys beror på både det harmoniska och det rytmiska sammanhanget. Man skiljer på harmoniskt kvartsextackord, återgående- eller växelkvartsextackord, genomgående kvartsextackord och förhållnings- eller kadenserande kvartsextackord. Av dessa skrivs samtliga utom det sistnämnda (förhållningskvartsextackordet) som funktionen med kvinten i basen. Nedan syns tonikan omvänd till ett kvartsextackord:
| T 5 |

De olika typerna av kvartsextackord skiljer sig inte åt i hur de klingar isolerade men däremot i sina rytmiska och harmoniska sammanhang.
- Det harmoniska kvartsextackordet uppstår då basrörelser på ackordtoner, till exempel arpeggiofigurer eller växelbas, rör sig via ackordets kvint och på så sätt tillfälligt skapar ett kvartsextackord. Det är alltså ett så kallat omläggningsackord. Harmoniska kvartsextackord förekommer på både betonad och obetonad taktdel.

- Det återgående kvartsextackordet, eller växelkvartsextackordet, uppstår då överstämmorna rör sig så att de bildar kvart och sext mot en liggande baston från föregående ackord för att sedan återvända till det ackord som har bastonen som grundton. Den här typen av kvartsextackord förekommer på obetonad taktdel (jämför med förhållningskvartsextackord nedan).

- Genomgående kvartsextackord uppstår då stegvis rörelse i basstämman tillsammans med motrörelse i en överstämma skapar ett ackord i kvintläge på obetonad taktdel. Denna typ av kvartsextackord är vanligt förekommande vid stegvis rörelse från tonika i tersläge till tonika i grundläge eller motsatt riktning (grundläge till tersläge). Ett exempel i C-dur med ackordanalys: C – G/D – C/E kan analyseras som T (grundläge) – D (kvintläge/genomgående kvartsextackord) – T (tersläge).

- Förhållningskvartsextackordet kommer på betonad taktdel och ses som en förhållning där bastonen inte är ackordets kvint utan dess grundton. Av den här anledningen skrivs förhållningskvartsextackordet inte som övriga kvartsextackord i funktionsanalys. Eftersom bastonen inte längre ses som treklangens kvint måste ackordet också skrivas så att dess funktion motsvarar dess baston. Ackordet C/G i tonarten C-dur samt i ett sådant metriskt och harmoniskt sammanhang som krävs för att det skall uppfattas som ett förhållningskvartsextackord skrivs inte som en tonika med kvintenn i basen utan som en dominant (ackordet G) med kvart- och sextförhållning: D64. Kvart- och sextförhållningen upplöses på obetonad taktdel till en treklang i grundläge (D6 - 54 - 3). Förhållningskvartsextackord kan användas för alla funktioner men är särskilt vanligt som dominantkvartsextackord, det kan då även kallas kadenserande kvartsextackord.[25][26]

## Utvikning och modulation
En utvikning är ett kortare avsnitt där harmoniken tillfälligt förhåller sig till en alternativ tonika, det vill säga där musiken tillfälligt byter tonart (ofta till en närliggande sådan). Det går alltså att se mellandominanter och mellankadenser som utvikningar, men termen brukar reserveras för progressioner som är längre än en enskild kadens eller kadenser som ligger i en metriskt eller periodiskt framträdande position. Det är även brukligt att skilja på utvikning och modulation, även om det förra kan ses som ett specialfall av det senare. Skillnaden ligger i att en modulation är mer framträdande, antingen genom att den är mer varaktig eller genom att den modulerar till en mer avlägsen tonart (eller bådadera).
Utvikningen kan noteras på två sätt, det andra av dessa är det vanligaste sättet att notera modulation:
- Utvikningen sätts, liksom mellandominanter och mellankadenser, inom parentes för att markera att harmoniken rör sig i en annan tonart. Till skillnad från vid mellandominant och mellankadens skall emellertid utvikningens tonika (bitonikan) stå inom parentesen. Bitonikans funktion i originaltonarten noteras snett nedanför slutet av parentesen, inom hakparenteser.
- Utvikningen eller modulationen markeras med att en ny tonart (till exempel C-dur) sätts ut. Då utvikningen avslutas och originaltonarten tar vid skrivs originaltonartens tonart ut igen.[28] På samma vis anges modulation tillbaks till originaltonarten eller vidare till en annan tonart.